# Julie de Waroquier
Julie de Waroquier est une photographe française née en 1989. Elle est surtout connue pour ses mises en scène surréalistes ou oniriques.

## Parcours
Julie de Waroquier commence la photographie en autodidacte en 2008. Elle poursuit parallèlement des études en philosophie en classes préparatoires littéraires puis à l'École normale supérieure de Lyon, matière qu'elle enseigne actuellement.

## Expositions
Depuis 2010, son travail a été présenté à travers plus de soixante-dix expositions en France et à l'international, notamment aux Rencontres d'Arles et au festival international de Montier-en-Der où elle était marraine « vision libre ». En 2015, elle est photographe invitée au Festival du regard de Saint-Germain-en-Laye, présenté au Journal de 13h de France 3.

## Publications
Elle a été invitée à présenter son travail sur des médias nationaux dont la radio France Culture mais aussi internationaux, dont le journal d'informations britannique The Telegraph et le quotidien indien Deccan Chronicle. L'un des principaux magazines photo français Chasseur d'images lui consacre un numéro en avril 2015, ainsi que de nombreux autres magazines spécialisés en France et à l'étranger.
En 2012, elle publie une monographie aux éditions KnowWare, ouvrage intitulé Rêvalités, présenté entre autres par le Figaro magazine qui qualifie les images de « poétiques ».
En mars 2019, elle publie l'ouvrage Clichés de femmes aux éditions Atlande ; sous-titré "Quand les philosophes refont le portrait des femmes", il relève les citations misogynes de certains philosophes, pour s'en amuser et les mettre à distance grâce à des photographies oniriques et ironiques.
En octobre de la même année, elle publie aux éditions KnowWare un ouvrage pratique intitulé "La photo de mise en scène" .

## Distinctions
Elle est la première photographe à remporter le prix international Emerging Artist Award.
Elle remporte également le prix SFR Jeunes Talents en 2012, le premier prix du concours autoportrait du Prix de la photographie Paris en 2013, et le concours des Photographies de l'Année dans la catégorie mode la même année.